# Bornova–Oppenheimerova aproximace
Bornova–Oppenheimerova aproximace je jedna ze základních aproximací pro řešení ať už stacionární nebo nestacionární Schrödingerovy rovnice pro systémy mnoha částic, jejichž hmotnosti se výrazně liší. Využívá předpokladu, že pohyb atomových jader a elektronů v atomu (molekule) může být oddělen.

## Atom vodíku
Přesné analytické řešení stacionární nerelativistické Schrödingerovy rovnice
{\displaystyle E\psi (\mathbf {r} )={\Biggl (}-{\frac {\hbar ^{2}}{2m_{e}}}\Delta -{\frac {e^{2}}{4\pi \epsilon _{0}r}}{\Biggr )}\psi (\mathbf {r} ),}
pro jeden atom vodíku je asi nejsložitější soustava, pro kterou jsme schopni přesné řešení získat. Hmotnost elektronu je označena jako {\displaystyle m_{e}}, {\displaystyle \hbar } je redukovaná Planckova konstanta a {\displaystyle \epsilon _{0}} je permitivita vakua.
Stacionární řešení jedno-elektronové vlnové funkce pro jeden elektron v poli atomového jádra se nazývá atomový orbital.
Kolem jádra existuje pouze diskrétní soustava těchto orbitalů, kde každá orbita má vlastní množinu kvantových čísel {\displaystyle n,l,m} .

## Mnohočásticový systém
Reálně ale potřebujeme popisovat systémy složeny z více než jen z jednoho atomu vodíku.
Chceme-li tedy napsat časově nezávislou nerelativistickou Schrödingerovu rovnici pro libovolný počet atomů nebo molekul s více elektrony, musíme zahrnout v hamiltoniánu všechny interakce mezi jádry a elektrony.
Výsledný hamiltonián pro {\displaystyle N} elektronů a {\displaystyle M} jader je vyjádřen jako
{\displaystyle {\hat {H}}={\hat {T}}_{n}+{\hat {T}}_{e}+{\hat {V}}_{en}+{\hat {V}}_{ee}+{\hat {V}}_{nn}.}
V rovnici výše představuje {\displaystyle {\hat {T}}_{n}} operátor kinetické energie všech jader v systému
{\displaystyle {\hat {T}}_{n}=-\sum _{A=1}^{M}{\frac {\hbar ^{2}}{2M_{A}}}\Delta _{A},}
druhý člen {\displaystyle {\hat {T}}_{e}} je operátor kinetické energie všech elektronů v systému
{\displaystyle {\hat {T}}_{e}=-\sum _{i=1}^{N}{\frac {\hbar ^{2}}{2m_{e}}}\Delta _{i},}
třetí člen {\displaystyle {\hat {V}}_{en}} představuje potenciální energii mezi elektrony a jádrem tzn. celkové coulombické přitahování elektron-jádro
{\displaystyle {\hat {V}}_{en}=-\sum _{i=1}^{N}\sum _{A=1}^{M}{\frac {Z_{A}e^{2}}{4\pi \epsilon _{0}\vert \mathbf {r} _{i}-\mathbf {R} _{A}\vert }},}
čtvrtý člen {\displaystyle {\hat {V}}_{ee}} je operátor potenciální energie vznikající při coulombovském odpuzování elektron-elektron
{\displaystyle {\hat {V}}_{ee}=\sum _{i=1}^{N}\sum _{j>i}^{N}{\frac {e^{2}}{4\pi \epsilon _{0}\vert \mathbf {r} _{i}-\mathbf {r} _{j}\vert }},}
pátý člen {\displaystyle {\hat {V}}_{nn}} je operátor potenciální energie vznikající při coulombovském odpuzování jádro-jádro
{\displaystyle {\hat {V}}_{nn}=\sum _{A=1}^{M}\sum _{B>A}^{M}{\frac {Z_{A}Z_{B}e^{2}}{4\pi \epsilon _{0}\vert \mathbf {R} _{A}-\mathbf {R} _{B}\vert }}.}
Polohový vektor {\displaystyle \mathbf {R} _{A}} představuje polohu jádra {\displaystyle A}, respektive {\displaystyle \mathbf {R} _{B}} polohu jádra {\displaystyle B} a polohový vektor {\displaystyle \mathbf {r} _{i}} zase polohu elektronu {\displaystyle i} taktéž {\displaystyle \mathbf {r} _{j}} polohu elektronu {\displaystyle j}.
{\displaystyle Z_{A}} značí náboj jádra {\displaystyle A} a {\displaystyle M_{A}} představuje jeho hmotnost, stejně pro jádro {\displaystyle B}.

## Bornova–Oppenheimerova aproximace
Pro zjednodušení výpočtu Schrödingerovy rovnice se využívá různých aproximací.
Jednou z aproximací je Bornova–Oppenheimerova.
Na základě rozdílné hmotnosti jádra a elektronu, který je přibližně 1836krát lehčí než proton, můžeme rozdělit pohyb jádra a elektronu.
Jádra se pohybují velmi pomalu vzhledem k elektronům, a tedy elektrony reagují v podstatě okamžitě na změny polohy jádra.
Rozdělení elektronů uvnitř systému tedy závisí na pozicích jádra, a nikoliv na jeho rychlostech.
Pro elektrony jsou jádra statická a pohyb elektronů můžeme popsat pomocí pole fixních jader.
Každé geometrii jader přísluší elektronová Schrödingerova rovnice
{\displaystyle {\hat {H}}_{el}\psi _{el}=E_{el}\psi _{el},}
kde {\displaystyle {\hat {H}}_{el}} je elektronový hamiltonián a {\displaystyle E_{el}} elektronová energie se kterou se elektrony pohybují v příslušné geometrii.
Elektronová vlnová funkce
{\displaystyle \psi _{el}=\psi _{el}(\mathbf {\{r_{i}\}} ;\mathbf {\{R_{A}\}} ),}
závisí na souřadnicích elektronů {\displaystyle \mathbf {\{r_{i}\}} } ale i parametricky na souřadnicích jader {\displaystyle \mathbf {\{R_{A}\}} }.
Parametrická závislost znamená, že pro každou geometrii jader {\displaystyle \mathbf {\{R_{A}\}} } bude vlnová funkce {\displaystyle \psi _{el}} jiná.
Taktéž elektronová energie
{\displaystyle E_{el}=E_{el}(\mathbf {\{R_{A}\}} )}
je závislá na souřadnicích atomových jader.
Díky zjednodušení popsanému výše můžeme zanedbat kinetickou energii jader a hamiltonián se zjednoduší na tvar
{\displaystyle {\hat {H}}_{el}={\hat {T}}_{e}+{\hat {V}}_{en}+{\hat {V}}_{ee}+{V}_{nn}.}
Člen {\displaystyle {V}_{nn}} coulombovského odpuzování jádro-jádro není operátor, ale představuje konstantu, a proto posune vlastní hodnotu operátoru jen o konstantní hodnotu .
Řešením elektronových Schrödingerových rovnic pro systém s fixním počtem jader a elektronů získáme elektronové energie, které popisují křivku potenciální energie v případě dvouatomových molekul, u víceatomových molekul popisují hyperplochu potenciální energie.
Pokud bychom chtěli popsat pohyb jader v rámci Bornovy–Oppenheimerovy aproximace, pak uvažujeme jádra pohybující se v potenciálu určeném elektronovou energií {\displaystyle E_{el}} dané geometrie a hamiltonián bude mít tvar
{\displaystyle {\hat {H}}_{n}={\hat {T}}_{n}+E_{el}.}
Tento hamiltonián je používán v Schrödingerově rovnici pro pohyb jader, který popisuje vibrační, rotační a translační stavy jádra.
Řešení jaderné Schrödingerovy rovnice (přinejmenším přibližně) je nezbytné pro předpovídání vibračních spekter molekul .